# Anders Peter Nielsen
Anders Peter Nielsen (ur. 25 maja 1867 we Framlev, zm. 16 kwietnia 1950 w Kopenhadze) – duński olimpijczyk strzelec końca XIX i początku XX w. 

## Kariera sportowa
Uczestniczył w czterech igrzyskach olimpijskich, podczas których zdobył 1 złoty i 3 srebrne medale. Był ośmiokrotnym medalistą mistrzostw świata.

## Wyniki

### Igrzyska olimpijskie
| Igrzyska       | Konkurencja                                     | Wynik                                         | Miejsce | Źródło |
| -------------- | ----------------------------------------------- | --------------------------------------------- | ------- | ------ |
| Paryż 1900     | Karabin dowolny, trzy postawy, 300 m            | 921 pkt. (330–314–277)                        |         | [ 2 ]  |
| Paryż 1900     | Karabin dowolny, trzy postawy, 300 m, drużynowo | 4265 pkt. (druż.) 921 pkt. ind. (330–314–277) | 4.      | [ 3 ]  |
| Paryż 1900     | Karabin dowolny leżąc, 300 m                    | 330 pkt.                                      |         | [ 4 ]  |
| Paryż 1900     | Karabin dowolny klęcząc, 300 m                  | 314 pkt.                                      | [ a ]   | [ 5 ]  |
| Paryż 1900     | Karabin dowolny stojąc, 300 m                   | 277 pkt.                                      | 11.     | [ 6 ]  |
| Sztokholm 1912 | Karabin dowolny, trzy postawy, 300 m            | 849 pkt. (244–292–313)                        | 47.     | [ 7 ]  |
| Sztokholm 1912 | Pistolet dowolny, 50 m                          | 238 pkt.                                      | 50.     | [ 8 ]  |
| Antwerpia 1920 | Karabin wojskowy stojąc, 300 m                  | 53 pkt.                                       | 7.–9.   | [ 9 ]  |
| Antwerpia 1920 | Karabin wojskowy stojąc, 300 m, drużynowo       | 266 pkt. (druż.) 53 pkt. (ind.)               |         | [ 10 ] |
| Antwerpia 1920 | Karabin małokalibrowy stojąc, 50 m              | 374 pkt.                                      | b.d.    | [ 11 ] |
| Antwerpia 1920 | Karabin małokalibrowy stojąc, 50 m, drużynowo   | 1862 pkt. (druż.) 374 pkt. (ind.)             | 4.      | [ 12 ] |
| Paryż 1924     | Karabin dowolny leżąc, 600 m                    | 82 pkt.                                       | 24.–30. | [ 13 ] |
| Paryż 1924     | Karabin dowolny, drużynowo                      | 626 pkt. (druż.) 124 pkt. (ind.)              | 6.      | [ 14 ] |
| Paryż 1924     | Karabin małokalibrowy leżąc, 50 m               | 393 pkt.                                      | 4.–6.   | [ 15 ] |

### Medale mistrzostw świata
Opracowano na podstawie materiałów źródłowych:
| Mistrzostwa     | Konkurencja                                     | Wynik                                         | Miejsce |
| --------------- | ----------------------------------------------- | --------------------------------------------- | ------- |
| Loosduinen 1899 | Karabin dowolny, trzy postawy, 300 m, drużynowo | 4390 pkt. (druż.)                             |         |
| Paryż 1900      | Karabin dowolny, trzy postawy, 300 m            | 921 pkt. (330–314–277).                       |         |
| Paryż 1900      | Karabin dowolny leżąc, 300 m                    | 330 pkt.                                      |         |
| Paryż 1900      | Karabin dowolny klęcząc, 300 m                  | 314 pkt.                                      |         |
| Viborg 1914     | Karabin dowolny, trzy postawy, 300 m, drużynowo | 4871 pkt. (druż.)                             |         |
| Sztokholm 1929  | Karabin małokalibrowy stojąc, 50 m, drużynowo   | 1807 pkt. (druż.)                             |         |
| Antwerpia 1930  | Karabin małokalibrowy leżąc, 50 m, drużynowo    | 1926 pkt.                                     |         |
| Antwerpia 1930  | Karabin małokalibrowy stojąc, 50 m, drużynowo   | 1770 pkt. (druż.) 913 pkt. ind. (311–350–252) |         |